# Rheinbrücke Kehl
Die Rheinbrücke Kehl ist eine Eisenbahnbrücke, die zwischen Kehl und Straßburg den Rhein und die Grenze zwischen Deutschland und Frankreich überspannt. Sie gehört zur Bahnstrecke Appenweier–Strasbourg, die auch als Europabahn bezeichnet wird. 2010 wurde ein neues, zweigleisiges Bauwerk in Betrieb genommen, das die eingleisige Brücke von 1956 ersetzte. Das ursprüngliche Brückenbauwerk von 1861 war ebenfalls zweigleisig und wurde im Zweiten Weltkrieg zerstört.

## Brücke von 1861

### Ausgangslage
Das Großherzogtum Baden und das Französische Kaiserreich vereinbarten am 16. September 1857 in einem Staatsvertrag den Bau einer Eisenbahnbrücke über den Rhein. Die Verhandlungen hierzu hatten im Mai 1857 begonnen. Der Entwurf der zweigleisigen Brücke wurde am 2. Juni 1858 genehmigt.
Auf die Lage der Grenzbrücke zwischen Baden und Frankreich nahmen auch Finanzierung und Konstruktion Rücksicht. Die Finanzierung wurde zwischen der Chemins de fer de l’Est (französische Ostbahn-Gesellschaft) und der Badischen Staatsbahn geteilt, indem die französische Seite die Gründung errichtete, die Badener den Überbau. Hinsichtlich der Konstruktion wurde vereinbart, dass an beiden Enden des Bauwerks jeweils eine Drehbrücke eingebaut wurde, die es ermöglichte, im Kriegsfall die Strecke sofort zu unterbrechen. Damit wurde zuvor bekundeten Einwänden aus militärischer Sicht Rechnung getragen:

„Eine Überbrückung wie die zwischen Strasburg und Kehl vernichtet, weil unmittelbar aus den Festungswerken der Franzosen herauskommend und im Bereich ihrer Kanonen liegend, den Schutz, der der Rheinfluß uns als Grenze gewährt, und wird nach ihrer Vollendung nichts sein als eine Verlängerung der französischen Festungswerke bis auf deutschen Grund und Boden.“

### Bau

Triebwerke zum Vorwalzen des Überbaus der Strombrücke

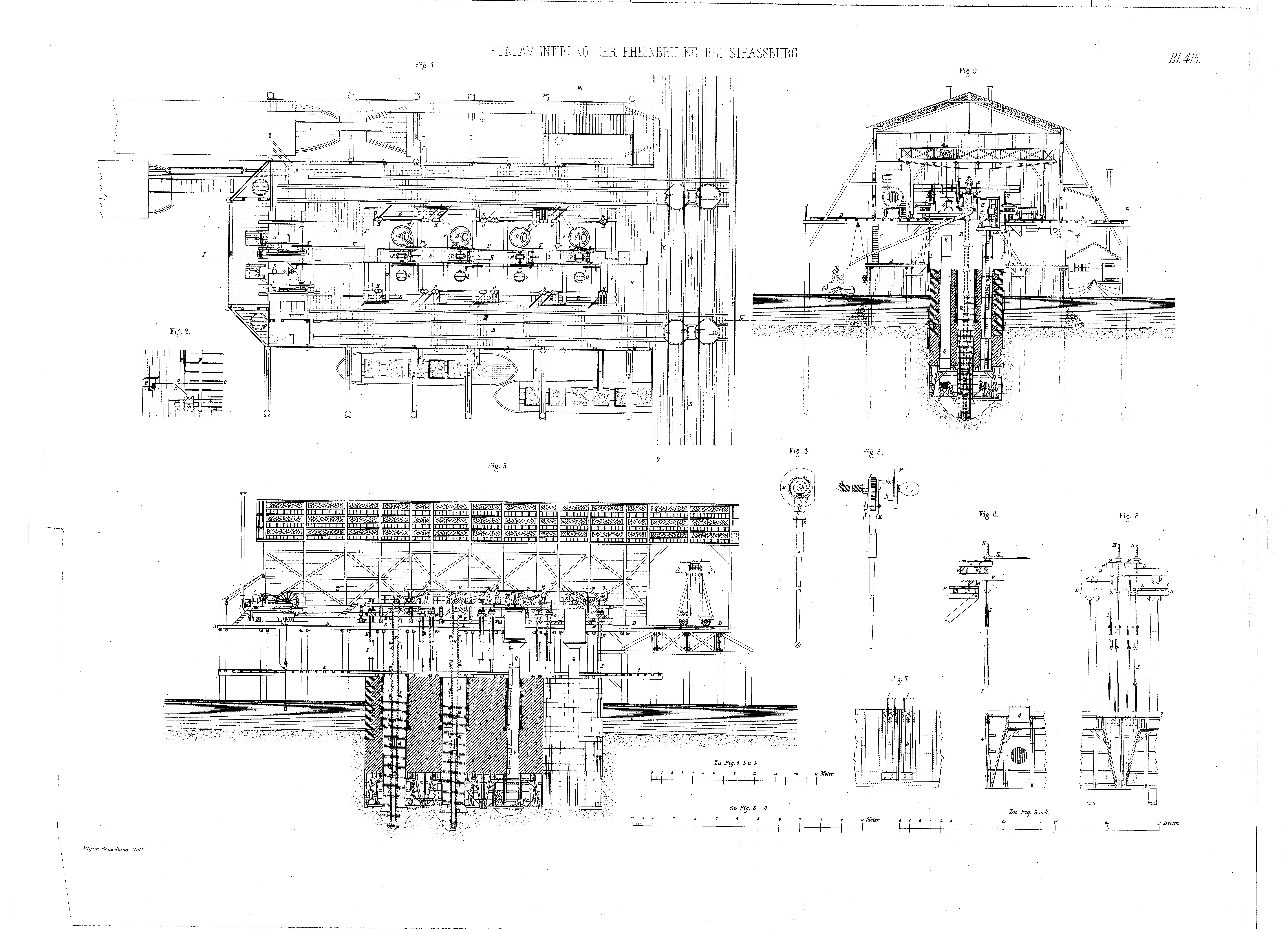
Fundamentierung (Blatt 415 der Allgemeinen Bauzeitung)

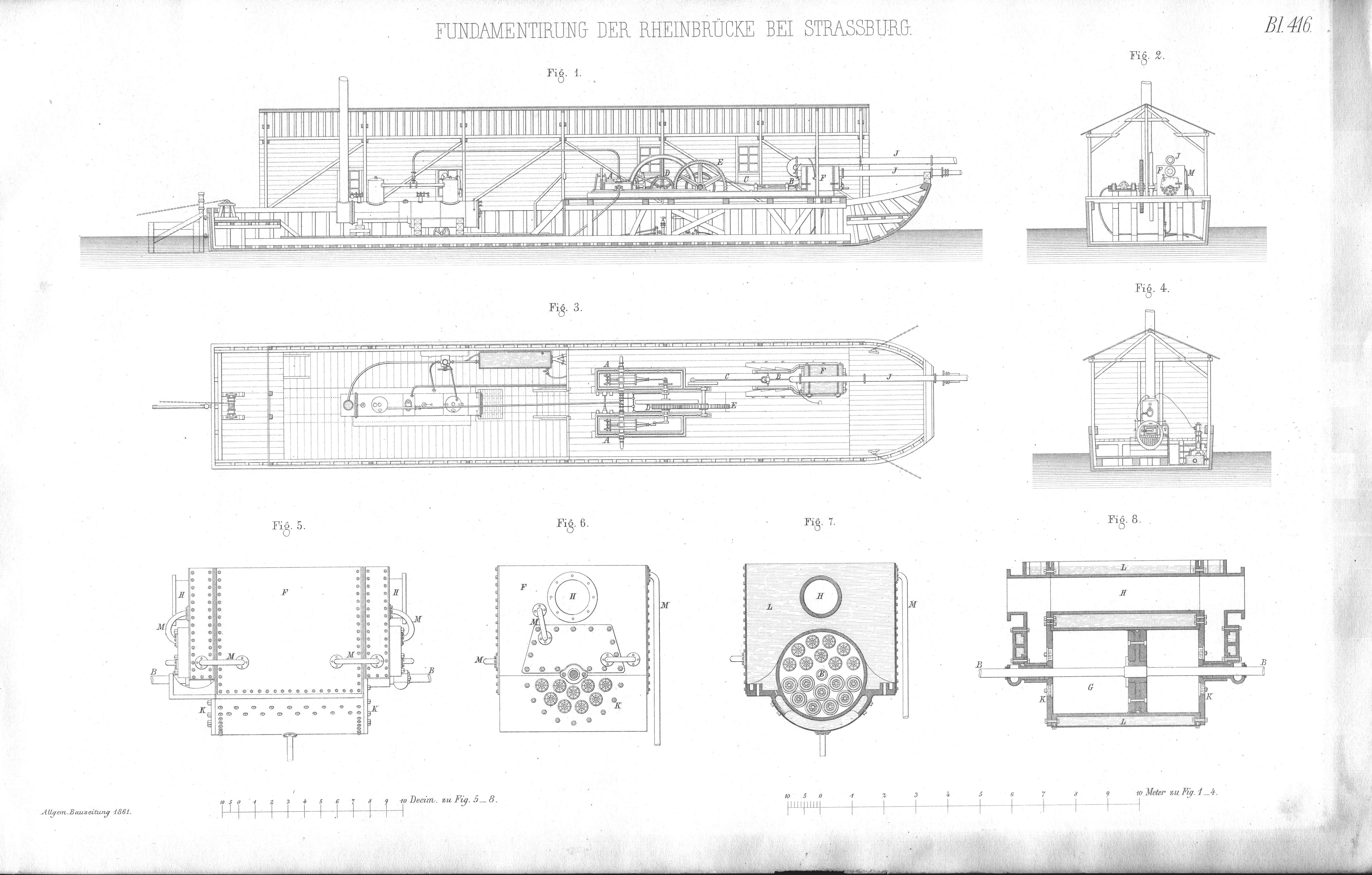
Fundamentierung (Blatt 416 der Allgemeinen Bauzeitung)

Die Bauarbeiten begannen am 1. Oktober 1858. Dabei wurden zur Gründung der Pfeiler in 18 m Tiefe unter der Flusssohle eiserne Senkkästen verwendet. In der Fachwelt fand das von den Ingenieuren Vuignier und Fleur Saint-Denis entwickelte (auf Jules Triger zurückgehende) und hier erstmals eingesetzte Verfahren großes Interesse. Dem Abtransport des Aushubs diente ein oben und unten offenes Rohr, das gegen den Senkkasten luftdicht abgeschlossen war, in dem der Wasserspiegel durch erhöhten Luftdruck abgesenkt war. Das in dem Rohr befindliche Flusswasser wurde dadurch ebenfalls am Auslaufen gehindert. Ein Eimerkettenhebewerk förderte den Aushub aus dem Senkkasten und durch das Rohr kontinuierlich nach oben. Die französische Seite beendete ihre Arbeiten am 24. Dezember 1859.
Für die Badische Staatseisenbahnen lieferte und montierte die Firma Gebrüder Benckiser aus Pforzheim die schmiedeeisernen Überbauten. Am Straßburger Ufer, in 450 m Entfernung vom Rhein, wurde der Überbau der Strombrücke mit 1000 t Gewicht auf seiner ganzen Länge zusammengebaut. Die Montage erfolgte durch das Einschieben mit einem 21 m langen Vorbauschnabel auf einer Rollbahn. Da die Maschinenantriebe versagten, wurde der Überbau mit Menschenkraft an Triebwerken zum Vorwalzen mit 6 m pro Stunde vorwärts bewegt. Die Arbeiten waren am 22. September 1860 abgeschlossen, die Brücke wurde am 11. Mai 1861 eröffnet. Es war zu diesem Zeitpunkt die einzige feste Brücke am Oberrhein.

### Bauwerk

#### Technische Parameter
Das Bauwerk war 235 m lang und bestand in der Mitte aus einer 177 m langen und 6 m hohen Gitterträgerbrücke mit drei Öffnungen mit je 59 m Stützweite. An beiden Enden schloss sich je eine 26 m lange Drehbrücke an. Insgesamt war die Brücke 12 m breit, einschließlich der beiden je 1,2 m breiten Gehwege außerhalb der Gitterträger. Die äußeren Pfeiler waren 4,5 m, die beiden Mittelpfeiler 3,0 m breit.

#### Gestaltung

Erste Eisenbahnbrücke über den Rhein

Die Einfahrt auf den Gitterträger war auf beiden Seiten durch hohe, gusseiserne Doppelportale in neugotischem Stil dekoriert, die von schmalen, hohen Türmen flankiert waren. Auf der Kehler Seite standen in den Turmnischen Eisengussfiguren von Vater Rhein (von Hans Baur) und Mutter Kinzig (von Franz Xaver Reich), auf Straßburger Seite entsprechend Figuren von »Mère Jll« („Mutter Ill“) und »Père Rhin« („Vater Rhein“).

### Zwei Kriege und die Folgen
Bei Ausbruch des Deutsch-Französischen Kriegs wurde 1870 die Drehbrücke auf Kehler Seite nicht ausgedreht, sondern vom Militär gesprengt. Bis zum November 1870 wurde die Lücke mit einer provisorischen Holzkonstruktion wieder geschlossen und diese wiederum 1875 durch einen fest montierten Vollwandträger ersetzt. Bei dieser Gelegenheit wurde auch der Portalbau erneuert.
Zwischen 1871 und 1919 war die Brücke Eigentum des Deutschen Reiches, das nun an ihrem westlichen Ende mit den Reichseisenbahnen in Elsaß-Lothringen anschloss. Nach 1900 wurde vor allem wegen der geringen Durchfahrtshöhe der Brücke für die großen Raddampfschlepper ein spezieller Schiffstyp, der sogenannte Baselfahrer, entwickelt und ein Neubau der Brücke geplant. Dazu kam es aber wegen des Kriegsausbruchs 1914 nicht mehr.
Nach dem Ende des Ersten Weltkriegs und dem Versailler Vertrag führte die Brücke erneut über die deutsch-französische Grenze. Sie gehörte nun in kompletter Länge Frankreich. Planungen für einen Neubau der inzwischen über 75 Jahre alten Brücke scheiterten im Jahr 1939 am Ausbruch des Zweiten Weltkriegs.

### Zweiter Weltkrieg und die Folgen
Nach der Kriegserklärung an das Deutsche Reich am 3. September 1939 drehten die Franzosen die auf ihrer Seite verbliebene Drehbrücke lediglich aus. Am 14. Mai 1940 sprengten dann französische Pioniere den westlichen Strompfeiler, wobei die Drehbrücke zerstört und der Gitterträger beschädigt wurden. Die zunächst siegreiche Wehrmacht reparierte die entstandene Lücke mit einer hölzernen Konstruktion und der Zugverkehr in das nun besetzte Frankreich war ab September 1940 wieder möglich. Dieser Behelf wurde 1941 durch eine wieder zweigleisige Brücke ersetzt. Diese bestand nun (von Ost nach West) aus
- dem Vollwandträger von 1875,
- dem noch nutzbaren Teil des Gitterträgers von 1860,
- einem 30 m langen neuen Vollwandträger (1941) und
- einem 60 m langen SKR-Träger.[17]

Am 23. November 1944 erreichten alliierte Truppen Straßburg. Deutsche Truppen sprengten einen der mittleren Strompfeiler und zerstörten damit den Überbau vollständig. Französische Pioniere errichteten im Juli 1945 eine eingleisige Behelfsbrücke mit Bauteilen des französischen Brückengeräts Bonnet-Schneider mit sieben Öffnungen und Stützweiten von bis zu 59 m.

## Brücke von 1956
Am 30. Januar 1953 wurde zwischen der Bundesrepublik Deutschland und der Französischen Republik ein erstes Abkommen über die festen Brücken und Fähren über den Rhein an der deutsch-französischen Grenze geschlossen. Darin wurde unter anderem für den Eisenbahnverkehr der Neubau der Rheinbrücke bei Kehl vereinbart. Die Gesamtkosten für den geplanten zweigleisigen Rheinübergang hatte Deutschland zu tragen. Vorgesehen waren zwei getrennte Überbauten für je ein Gleis. Der zweite Überbau wurde allerdings nicht realisiert, nur die Widerlager und Pfeiler schon entsprechend breit ausgeführt.

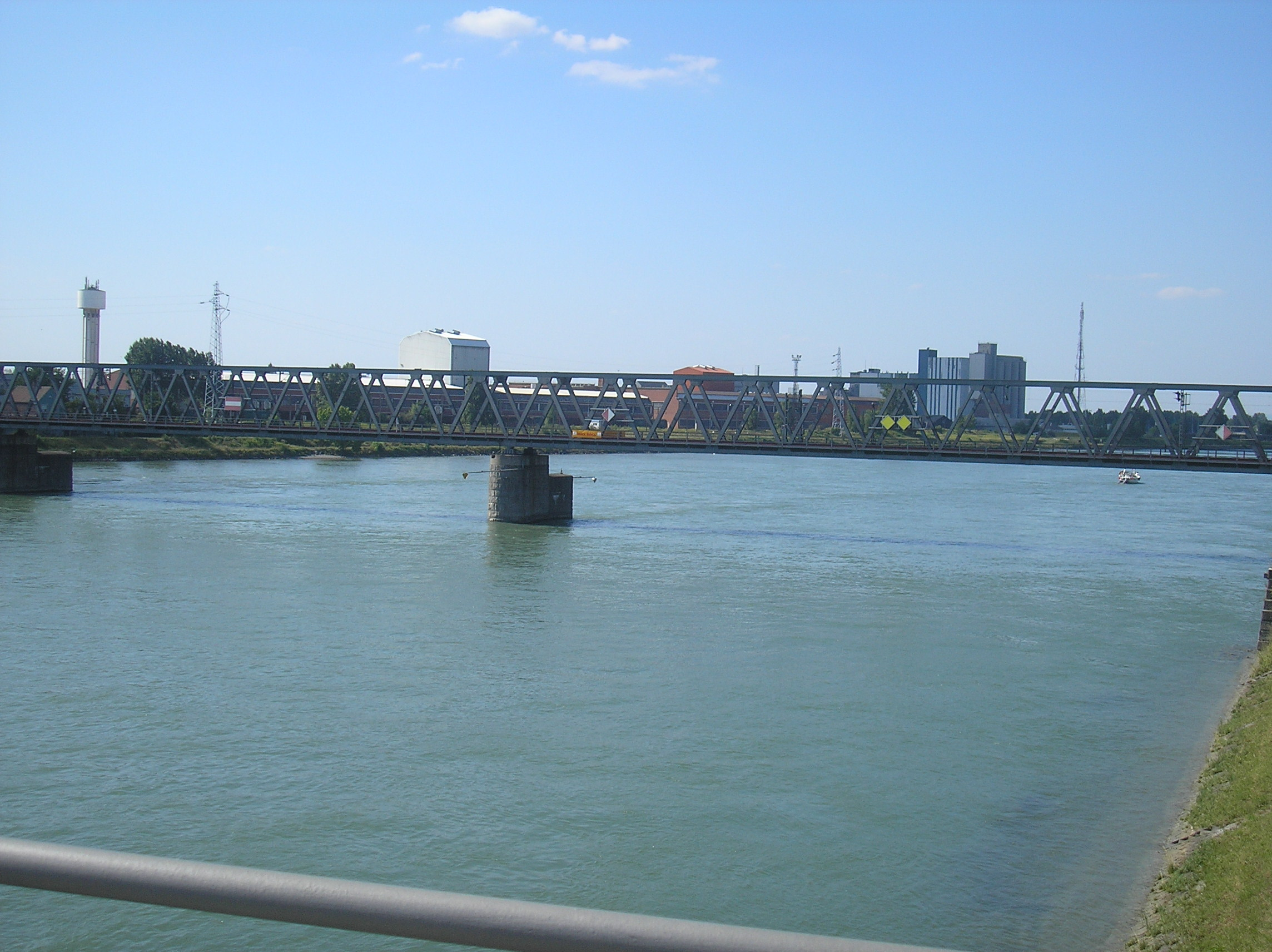
Pfostenlose Strebenfachwerkbrücke mit untenliegender Fahrbahn

Im Mai 1954 begannen die Bauarbeiten für die neue Eisenbahnbrücke. Es war eine dreifeldrige pfostenlose Strebenfachwerkbrücke aus Stahl, mit dem Durchlaufträger als Bauwerkssystem in Längsrichtung. Die Stützweiten der 238,4 m langen Konstruktion betrugen ab dem östlichen Widerlager 74,43 m – 74,43 m – 89,54 m. Das Fachwerk mit parallelen Gurten und unten liegender Fahrbahn besaß einen Knotenabstand von 8,14 m in den kurzen Feldern und 8,27 m im langen Feld mit der Schifffahrtsöffnung. Die Systemhöhe des Fachwerks war 8,0 m, der Hauptträgerachsabstand betrug 5,0 m. Die hölzernen Schwellen waren direkt auf zwei durchlaufenden Längsträgern gelagert. Zwischen Oberkante Schiene und Unterkante Konstruktion war eine Bauhöhe von 1,40 m vorhanden.
Von der Vorgängerbrücke wurden die beiden Widerlager sowie ein östlicher Pfeiler wiederverwendet. Eine Neugründung in 18 m Tiefe unter der Stromsohle erfolgte mit einem Stahlbetonsenkkasten beim westlichen Pfeiler in einem Abstand 15 m vom beschädigten Pfeiler der alten Brücke. Der neue Bremspfeiler hat eine 8,0 m breite und 12,0 m lange Grundrissfläche. Der Überbau wurde am rechten Rheinufer zusammengebaut und über einen Hilfspfeiler, 28 m vom Kehler Ufer angeordnet, abschnittsweise eingeschoben. Seit einer Anhebung der Konstruktion um 2,60 m im Mai 1966 war als lichte Höhe über dem höchsten schiffbaren Wasserstand 6,85 m vorhanden.
Am 12. August 1956 wurde die Brücke eingeweiht. Die Staatsgrenze lag in Brückenmitte, wodurch jeweils eine Brückenhälfte einem der beiden Anrainerstaaten gehörte.

## Brücke von 2010

### Vorbereitung

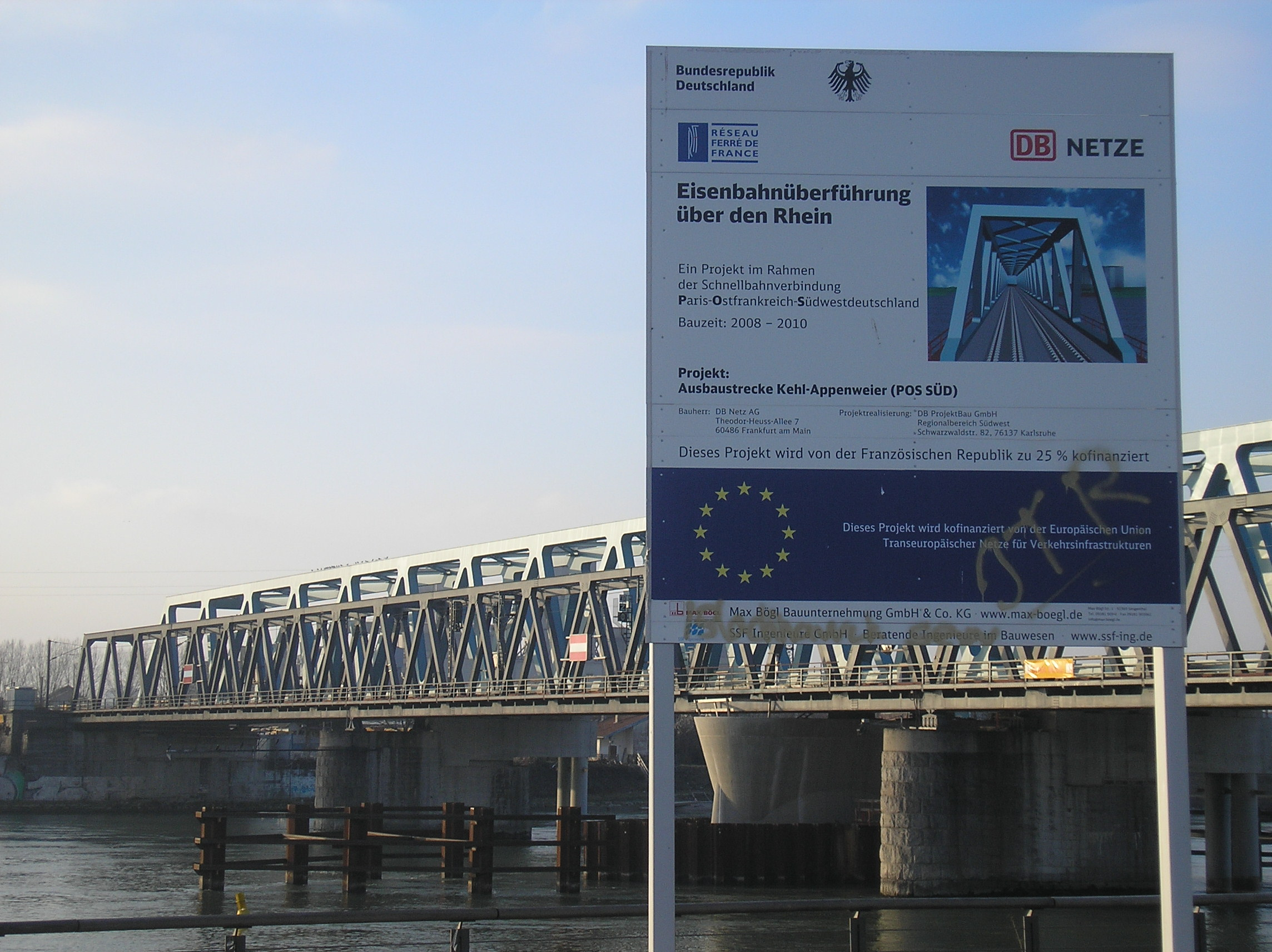
Baustellenschild vor alter und neuer Brücke

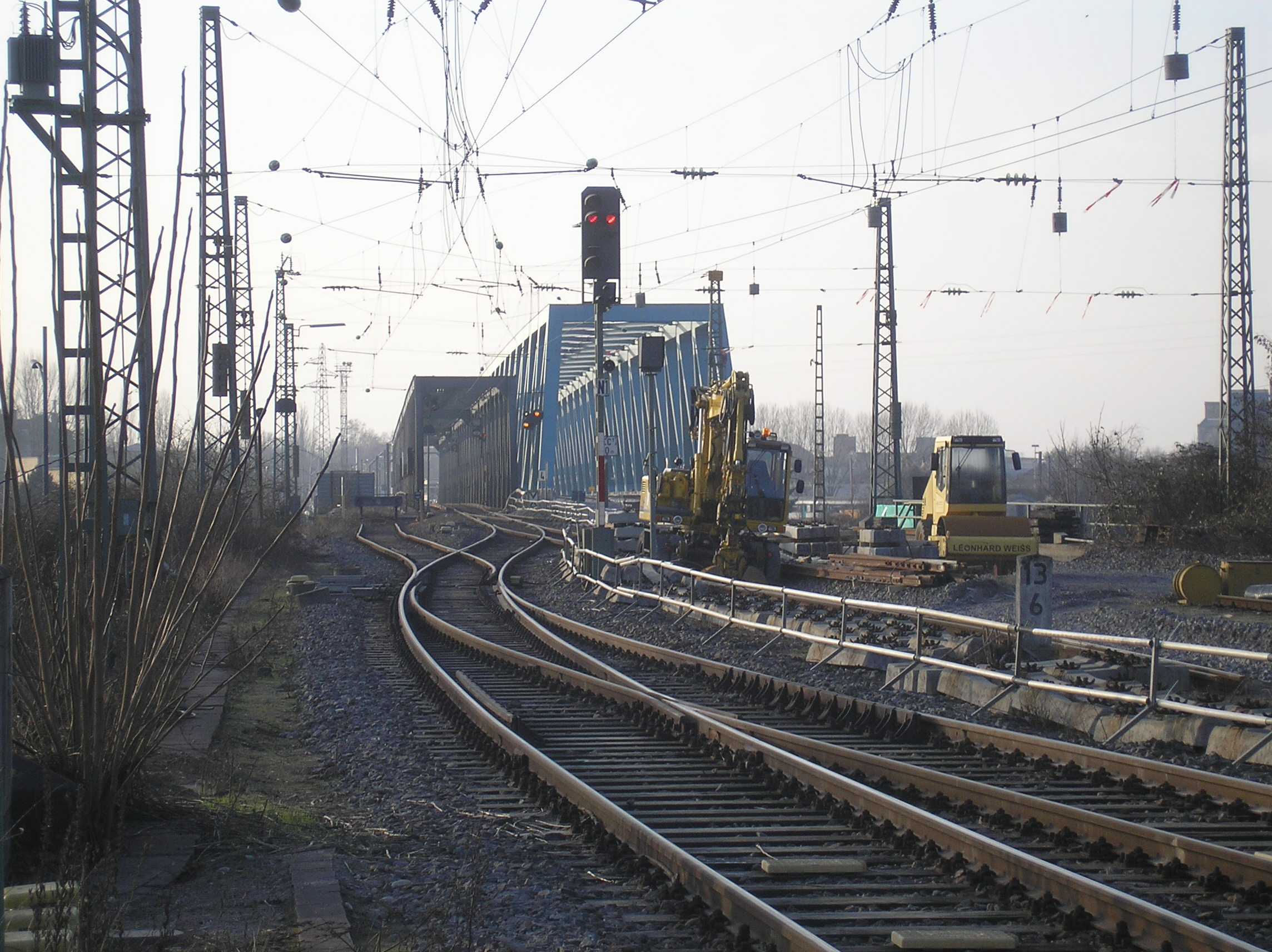
Auffahrt auf alte und neue Brücke

Bereits beim Treffen von La Rochelle, 1992, stand ein zweigleisiger Ersatzneubau der Brücke auf der Tagesordnung. Die Finanzierung des Projekts ließ dagegen auf sich warten.
Am 14. März 2006 unterzeichneten die Verkehrsminister Deutschlands und Frankreichs Tiefensee und Perben den Staatsvertrag über die neue Rheinbrücke. Von den geplanten Kosten von 23 Millionen Euro sollte Deutschland drei Viertel übernehmen. Die ungleichmäßige Kostenaufteilung geht auf das Abkommen vom 30. Januar 1953 zurück. Nach diesem hatte ursprünglich Deutschland die Kosten für den später nicht realisierten Neubau des zweiten eingleisigen Überbaus zu tragen. Die Mehrkosten infolge einer deutlichen Qualitätsverbesserung gegenüber dem alten Bauwerk wurden von den beiden Ländern gemeinsam getragen.
Mit dem Vertrag wurden ferner die planerischen und baulichen Regelungen festgelegt, um im Zuge der Schnellfahrstrecke Paris–Ostfrankreich–Südwestdeutschland den Streckenabschnitt zwischen Straßburg und Kehl mit der Rheinquerung für eine Geschwindigkeit von 160 km/h auszubauen. Die Planungen umfassten einen Ersatzneubau mit einer zweigleisigen Eisenbahnüberführung.
Das Anhörungsverfahren beim Regierungspräsidium Freiburg wurde Ende März 2007 abgeschlossen, der Planfeststellungsbeschluss am 27. Juni durch das Eisenbahn-Bundesamt erlassen. Insgesamt wurden 125 Einwendungen vorgebracht. Die Bauarbeiten an der Brücke Kehl und der Ausbau der 14 km langen Strecke bis Appenweier begannen am 31. März 2008. Am 10. Oktober 2010 war die Inbetriebnahme des Bauwerks in seiner endgültigen Lage.

### Technische Parameter
Als Brückenkonstruktion ist ein zweifeldriges pfostenloses Parallelgurtfachwerk aus Stahl mit Stützweiten von 107,28 m und 131,12 m bei einer Konstruktionsgesamthöhe von 12,2 m und einer Breite von 12,5 m vorhanden. Die Ausbildung des Überbauhohlkastens erfolgt über einen horizontalen Windverband in der Obergurt- und das Fahrbahnblech als orthotrope Platte in der Untergurtebene. Die Brücke hat nur noch einen neuen Mittelpfeiler, auf Pfählen gegründet, die beiden alten Strompfeiler wurden zurückgebaut. Zur Minimierung der Höhendifferenz zwischen der Schienenoberkante und der Brückenunterkante wurde auf der Brücke eine Feste Fahrbahn, bei einem Gleisabstand von 4,0 m, eingebaut. Als lichte Höhe über dem höchsten schiffbaren Wasserstand werden mindestens 7,0 m eingehalten. Der Talfahrt steht eine Schifffahrtsöffnung mit einer lichten Breite von 92 m zur Verfügung stehen, bei der Bergfahrt sind es 60 m. Um Störungen der Radarschifffahrt durch Scheinziele zu vermeiden, sind die Fachwerkdiagonalen um 5° schräg nach innen gestellt.

### Bau
Der Stahlüberbau mit einer Masse von 3000 Tonnen wurde in Einzelteilen per LKW angeliefert und am Straßburger Ufer auf einem Vormontageplatz zu 24 m langen und 90 Tonnen schweren Fachwerkträgern zusammengeschweißt. Mit Raupenkränen wurden die Segmente zum bereits erstellten Brückenabschnitt gehoben, anschließend folgte das Anschweißen und das Einschieben der Brücke über Hilfspfeiler in fünf Takten Richtung Osten. Am 22. Oktober 2009, nach sechs Monaten Montage, erreichte die neue Eisenbahnbrücke die deutsche Uferseite. Von November 2009 bis Februar 2010 wurden die Gleistragplatten eingebaut und ab Mitte März der Zugverkehr über die eingleisig angeschlossene Brücke geleitet. Im nächsten Schritt folgte im März der Rückbau der alten Brücke innerhalb einer Woche in vier Teilen mit einem Schiffskran und die Zerlegung am Kehler Ufer zum Abtransport per LKW. Nach der Teilerneuerung der Widerlager wurde die Eisenbahnstrecke vom 28. August bis 10. Oktober 2010 gesperrt und der neue Brückenüberbau um 8 m stromaufwärts querverschoben sowie der endgültige Anschluss an die bestehenden Schienen hergestellt.

### Unmittelbar benachbarte Brücken
Etwa 150 m südlich der Eisenbahnbrücke befinden sich die ab 2014 erbaute und 2016 eröffnete Beatus-Rhenanus-Brücke für Fußgänger, Fahrradfahrer und seit 2017 auch für die Straßenbahn Straßburg; weitere 50 m südlich die 1960 für den Straßenverkehr und Fußgänger freigegebene Europabrücke.